# Rally del Portogallo 2021
Il Rally del Portogallo 2021, ufficialmente denominato 54º Vodafone Rally de Portugal, è stata la quarta prova del campionato del mondo rally 2021 nonché la cinquantaquattresima edizione del Rally del Portogallo e la quarantesima con valenza mondiale. La manifestazione si è svolta dal 20 al 23 maggio sugli sterrati che attraversano territori situati sia nella Região Centro, dove si gareggiò nella prima giornata, e soprattutto nella Região Norte, in cui si svolse il resto della corsa; il parco assistenza per i concorrenti venne allestito come di consueto a Matosinhos, nel distretto di Porto, presso il centro di esposizione Exponor, il più grande del Portogallo.
L'evento è stato vinto dal britannico Elfyn Evans, navigato dal connazionale Scott Martin, al volante di una Toyota Yaris WRC del team Toyota Gazoo Racing WRT, seguita dalla coppia spagnola formata da Dani Sordo e Borja Rozada, su una Hyundai i20 Coupe WRC della squadra Hyundai Shell Mobis WRT, e da quella francese composta da Sébastien Ogier e Julien Ingrassia, anch'essi su una Toyota Yaris WRC ufficiale. Per Rozada, al debutto al fianco di Sordo, si trattò primo podio in carriera.
I finlandesi Esapekka Lappi e Janne Ferm, su Volkswagen Polo GTI R5 della squadra Movisport SRL, hanno invece conquistato il successo nel campionato WRC-2, mentre i polacchi Kajetan Kajetanowicz e Maciej Szczepaniak hanno vinto nella serie WRC-3 alla guida di una Škoda Fabia Rally2 Evo. In Portogallo si disputava anche la seconda prova del campionato Junior WRC, che ha visto vincere l'equipaggio lettone composto da Mārtiņš Sesks e Renars Francis su Ford Fiesta Rally4.

## Dati della prova
| Denominazione ufficiale             | Vodafone Rally de Portugal                                |
| Edizione N°                         | 54                                                        |
| Tappa N°                            | 4 di 12                                                   |
| Data manifestazione                 | da venerdì 21/05/2021 a domenica 23/05/2021               |
| Sede ospitante                      | Matosinhos (distretto di Porto, Região Norte, Portogallo) |
| Sede parco assistenza               | Exponor, Matosinhos                                       |
| Superficie                          | Sterrato                                                  |
| Direttore di gara                   | Horácio Rodrigues                                         |
| Iscritti                            | 81                                                        |
| Partiti                             | 76                                                        |
| Arrivati                            | 44 (57,9%)                                                |
| Prove speciali                      | 20                                                        |
| Prova più breve                     | 3,30 km (PS15: SSS Porto - Foz)                           |
| Prova più lunga                     | 37,92 km (PS11 e PS14: Amarante)                          |
| Prova più lenta                     | velocità media di 64,53 km/h (PS15: SSS Porto - Foz)      |
| Prova più veloce                    | velocità media di 103,95 km/h (PS20: Fafe 2)              |
| Lunghezza prove speciali            | 337,51 km (22,3% della distanza totale)                   |
| Lunghezza complessiva trasferimenti | 1176,56 km                                                |
| Distanza totale                     | 1514,07 km                                                |
| Media oraria del vincitore          | velocità media di 92,7 km/h (337,51 km in 3h38'26"2)      |

## Itinerario
| Frazione            | Prova  | Ora    | Nome                                              | Partenza                                          | Arrivo                                            | Lunghezza | Totale    |
| ------------------- | ------ | ------ | ------------------------------------------------- | ------------------------------------------------- | ------------------------------------------------- | --------- | --------- |
| Frazione 1 (21 mag) | PS1    | 08:08  | Lousã 1                                           | Lousã                                             | Lousã                                             | 12,35 km  | 122,88 km |
| Frazione 1 (21 mag) | PS2    | 09:08  | Góis 1                                            | Góis                                              | Góis                                              | 19,51 km  | 122,88 km |
| Frazione 1 (21 mag) | PS3    | 10:08  | Arganil 1                                         | Arganil                                           | Arganil                                           | 18,82 km  | 122,88 km |
| Frazione 1 (21 mag) |        | 11:13  | Cambio gomme – Arganil                            | Cambio gomme – Arganil                            | Cambio gomme – Arganil                            | –         | 122,88 km |
| Frazione 1 (21 mag) | PS4    | 12:31  | Lousã 2                                           | Lousã                                             | Lousã                                             | 12,35 km  | 122,88 km |
| Frazione 1 (21 mag) | PS5    | 13:31  | Góis 2                                            | Góis                                              | Góis                                              | 19,51 km  | 122,88 km |
| Frazione 1 (21 mag) | PS6    | 14:38  | Arganil 2                                         | Arganil                                           | Arganil                                           | 18,82 km  | 122,88 km |
| Frazione 1 (21 mag) | PS7    | 16:05  | Mortágua                                          | Mortágua                                          | Mortágua                                          | 18,16 km  | 122,88 km |
| Frazione 1 (21 mag) | PS8    | 19:03  | SSS Lousada                                       | Lousada                                           | Lousada                                           | 3,36 km   | 122,88 km |
| Frazione 1 (21 mag) |        | 20:00  | Assistenza (flexi) – Exponor, Matosinhos (49 min) | Assistenza (flexi) – Exponor, Matosinhos (49 min) | Assistenza (flexi) – Exponor, Matosinhos (49 min) | –         | 122,88 km |
|                     |        |        |                                                   |                                                   |                                                   |           |           |
| Frazione 2 (22 mag) |        | 06:15  | Assistenza – Exponor, Matosinhos (19 min)         | Assistenza – Exponor, Matosinhos (19 min)         | Assistenza – Exponor, Matosinhos (19 min)         | –         | 165,16 km |
| Frazione 2 (22 mag) | PS9    | 08:08  | Vieira do Minho 1                                 | Vieira do Minho                                   | Vieira do Minho                                   | 20,64 km  | 165,16 km |
| Frazione 2 (22 mag) | PS10   | 09:08  | Cabeceiras de Basto 1                             | Cabeceiras de Basto                               | Cabeceiras de Basto                               | 22,37 km  | 165,16 km |
| Frazione 2 (22 mag) | PS11   | 10:24  | Amarante 1                                        | Amarante                                          | Mondim de Basto                                   | 37,92 km  | 165,16 km |
| Frazione 2 (22 mag) |        | 12:20  | Assistenza – Exponor, Matosinhos (44 min)         | Assistenza – Exponor, Matosinhos (44 min)         | Assistenza – Exponor, Matosinhos (44 min)         | –         | 165,16 km |
| Frazione 2 (22 mag) | PS12   | 14:38  | Vieira do Minho 2                                 | Vieira do Minho                                   | Vieira do Minho                                   | 20,64 km  | 165,16 km |
| Frazione 2 (22 mag) | PS13   | 15:38  | Cabeceiras de Basto 2                             | Cabeceiras de Basto                               | Cabeceiras de Basto                               | 22,37 km  | 165,16 km |
| Frazione 2 (22 mag) | PS14   | 16:54  | Amarante 2                                        | Amarante                                          | Mondim de Basto                                   | 37,92 km  | 165,16 km |
| Frazione 2 (22 mag) | PS15   | 19:03  | SSS Porto - Foz                                   | Porto                                             | Porto                                             | 3,30 km   | 165,16 km |
| Frazione 2 (22 mag) |        | 19:33  | Assistenza (flexi) – Exponor, Matosinhos (49 min) | Assistenza (flexi) – Exponor, Matosinhos (49 min) | Assistenza (flexi) – Exponor, Matosinhos (49 min) | –         | 165,16 km |
|                     |        |        |                                                   |                                                   |                                                   |           |           |
| Frazione 3 (23 mag) |        | 05:45  | Assistenza – Exponor, Matosinhos (19 min)         | Assistenza – Exponor, Matosinhos (19 min)         | Assistenza – Exponor, Matosinhos (19 min)         | –         | 49,47 km  |
| Frazione 3 (23 mag) | PS16   | 07:08  | Felgueiras 1                                      | Felgueiras                                        | Felgueiras                                        | 9,18 km   | 49,47 km  |
| Frazione 3 (23 mag) | PS17   | 07:53  | Montim                                            | Fafe                                              | Fafe                                              | 8,75 km   | 49,47 km  |
| Frazione 3 (23 mag) | PS18   | 08:38  | Fafe 1                                            | Fafe                                              | Fafe                                              | 11,18 km  | 49,47 km  |
| Frazione 3 (23 mag) | PS19   | 10:04  | Felgueiras 2                                      | Felgueiras                                        | Felgueiras                                        | 9,18 km   | 49,47 km  |
| Frazione 3 (23 mag) | PS20   | 12:18  | Fafe 2 (power stage)                              | Fafe                                              | Fafe                                              | 11,18 km  | 49,47 km  |
| Frazione 3 (23 mag) |        | 13:53  | Assistenza – Exponor, Matosinhos (14 min)         | Assistenza – Exponor, Matosinhos (14 min)         | Assistenza – Exponor, Matosinhos (14 min)         | –         | 49,47 km  |
| Totale              | Totale | Totale | Totale                                            | Totale                                            | Totale                                            | Totale    | 337,51 km |

## Risultati

### Classifica
| Pos.       | Nº       | Pilota                  | Co-pilota              | Auto                   | Squadra                          | Classe      | Tempo     | Distacco   | Punti    |
| Generale   | Generale | Generale                | Generale               | Generale               | Generale                         | Generale    | Generale  | Generale   | Generale |
| ---------- | -------- | ----------------------- | ---------------------- | ---------------------- | -------------------------------- | ----------- | --------- | ---------- | -------- |
| 1.         | 33       | Elfyn Evans             | Scott Martin           | Toyota Yaris WRC       | Toyota Gazoo Racing WRT          | WRC         | 3h38'26"2 | –          | 26       |
| 2.         | 6        | Dani Sordo              | Borja Rozada           | Hyundai i20 Coupe WRC  | Hyundai Shell Mobis WRT          | WRC         | 3h38'54"5 | +28"3      | 18       |
| 3.         | 1        | Sébastien Ogier         | Julien Ingrassia       | Toyota Yaris WRC       | Toyota Gazoo Racing WRT          | WRC         | 3h39'49"8 | +1'23"6    | 18       |
| 4.         | 18       | Takamoto Katsuta        | Daniel Barritt         | Toyota Yaris WRC       | Toyota Gazoo Racing WRT          | WRC         | 3h40'54"6 | +2'28"4    | 12       |
| 5.         | 44       | Gus Greensmith          | Chris Patterson        | Ford Fiesta WRC        | M-Sport Ford WRT                 | WRC         | 3h43'18"9 | +4'52"7    | 10       |
| 6.         | 16       | Adrien Fourmaux         | Renaud Jamoul          | Ford Fiesta WRC        | M-Sport Ford WRT                 | WRC         | 3h43'29"6 | +5'03"4    | 8        |
| 7.         | 22       | Esapekka Lappi          | Janne Ferm             | Volkswagen Polo GTI R5 | Movisport SRL                    | RC2 / WRC-2 | 3h48'03"4 | +9'37"2    | 6        |
| 8.         | 24       | Teemu Suninen           | Mikko Markkula         | Ford Fiesta Rally2     | M-Sport Ford WRT                 | RC2 / WRC-2 | 3h49'46"2 | +11'20"0   | 4        |
| 9.         | 23       | Mads Østberg            | Torstein Eriksen       | Citroën C3 Rally2      | TRT World Rally Team             | RC2 / WRC-2 | 3h50'27"7 | +12'01"5   | 2        |
| 10.        | 25       | Nikolaj Grjazin         | Konstantin Aleksandrov | Volkswagen Polo GTI R5 | Movisport SRL                    | RC2 / WRC-2 | 3h51'02"0 | +12'35"8   | 1        |
| ...        | ...      | ...                     | ...                    | ...                    | ...                              | ...         | ...       | ...        | ...      |
| 21.        | 8        | Ott Tänak               | Martin Järveoja        | Hyundai i20 Coupe WRC  | Hyundai Shell Mobis WRT          | WRC         | 3h59'04"0 | +20'37"8   | 5        |
| 22.        | 69       | Kalle Rovanperä         | Jonne Halttunen        | Toyota Yaris WRC       | Toyota Gazoo Racing WRT          | WRC         | 4h00'36"4 | +22'10"2   | 2        |
| ...        | ...      | ...                     | ...                    | ...                    | ...                              | ...         | ...       | ...        | ...      |
| 36.        | 11       | Thierry Neuville        | Martijn Wydaeghe       | Hyundai i20 Coupe WRC  | Hyundai Shell Mobis WRT          | WRC         | 4h37'50"3 | +59'24"1   | 4        |
| WRC-2      |          |                         |                        |                        |                                  |             |           |            |          |
| 1. (7.)    | 22       | Esapekka Lappi          | Janne Ferm             | Volkswagen Polo GTI R5 | Movisport SRL                    | RC2 / WRC-2 | 3h48'03"4 | –          | 30       |
| 2. (8.)    | 24       | Teemu Suninen           | Mikko Markkula         | Ford Fiesta Rally2     | M-Sport Ford WRT                 | RC2 / WRC-2 | 3h49'46"2 | +1'42"8    | 19       |
| 3. (9.)    | 23       | Mads Østberg            | Torstein Eriksen       | Citroën C3 Rally2      | TRT World Rally Team             | RC2 / WRC-2 | 3h50'27"7 | +2'24"3    | 17       |
| 4. (10.)   | 25       | Nikolaj Grjazin         | Konstantin Aleksandrov | Volkswagen Polo GTI R5 | Movisport SRL                    | RC2 / WRC-2 | 3h51'02"0 | +2'58"6    | 12       |
| 5. (11.)   | 30       | Oliver Solberg          | Aaron Johnston         | Hyundai i20 R5         | Hyundai Motorsport N             | RC2 / WRC-2 | 3h51'16"9 | +3'13"5    | 10       |
| 6. (12.)   | 21       | Marco Bulacia Wilkinson | Marcelo Der Ohannesian | Škoda Fabia Rally2 Evo | Toksport WRT                     | RC2 / WRC-2 | 3h52'45"0 | +4'41"6    | 12       |
| 7. (20.)   | 28       | Martin Prokop           | Viktor Chytka          | Ford Fiesta Rally2     | M-Sport Ford WRT                 | RC2 / WRC-2 | 3h58'32"7 | +10'29"3   | 6        |
| 8. (39.)   | 28       | Eric Camilli            | Benjamin Veillas       | Citroën C3 Rally2      | Sports and You                   | RC2 / WRC-2 | 4h41'15"1 | +53'11"7   | 7        |
| 9. (40.)   | 31       | Tom Kristensson         | David Arhusiander      | Ford Fiesta Rally2     | M-Sport Ford WRT                 | RC2 / WRC-2 | 4h52'19"9 | +1h04'16"5 | 2        |
| WRC-3      |          |                         |                        |                        |                                  |             |           |            |          |
| 1. (13.)   | 35       | Kajetan Kajetanowicz    | Maciej Szczepaniak     | Škoda Fabia Rally2 Evo | -                                | RC2 / WRC-3 | 3h52'49"7 | –          | 28       |
| 2. (14.)   | 32       | Yohan Rossel            | Alexandre Coria        | Citroën C3 Rally2      | -                                | RC2 / WRC-3 | 3h52'55"3 | +5"6       | 22       |
| 3. (15.)   | 38       | Chris Ingram            | Ross Whittock          | Škoda Fabia Rally2 Evo | -                                | RC2 / WRC-3 | 3h53'45"0 | +55"3      | 17       |
| 4. (16.)   | 34       | Nicolas Ciamin          | Yannick Roche          | Citroën C3 Rally2      | -                                | RC2 / WRC-3 | 3h54'21"2 | +1'31"5    | 13       |
| 5. (17.)   | 56       | Josh McErlean           | Keaton Williams        | Hyundai i20 R5         | -                                | RC2 / WRC-3 | 3h57'00"5 | +4'10"8    | 10       |
| 6. (18.)   | 39       | Fabrizio Zaldivar       | Carlos del Barrio      | Škoda Fabia Rally2 Evo | -                                | RC2 / WRC-3 | 3h57'57"4 | +5'07"7    | 8        |
| 7. (19.)   | 42       | Armindo Araújo          | Luís Ramalho           | Škoda Fabia Rally2 Evo | -                                | RC2 / WRC-3 | 3h58'14"6 | +5'24"9    | 6        |
| 8. (23.)   | 49       | Alberto Heller          | Marc Martí             | Citroën C3 Rally2      | -                                | RC2 / WRC-3 | 4h02'48"2 | +9'58"5    | 4        |
| 9. (24.)   | 53       | Paulo Neto              | Vítor Hugo             | Škoda Fabia R5         | -                                | RC2 / WRC-3 | 4h14'47"8 | +21'58"1   | 2        |
| 10. (27.)  | 37       | Emil Lindholm           | Mikael Korhonen        | Škoda Fabia Rally2 Evo | -                                | RC2 / WRC-3 | 4h18'05"9 | +25'16"2   | 6        |
| Junior WRC |          |                         |                        |                        |                                  |             |           |            |          |
| 1. (25.)   | 60       | Mārtiņš Sesks           | Renars Francis         | Ford Fiesta Rally4     | LMT Autosporta Akadēmija         | RC4 / JWRC  | 4h15'52"7 | –          | 28       |
| 2. (28.)   | 61       | Sami Pajari             | Marko Salminen         | Ford Fiesta Rally4     | Porvoon Autopalvelu              | RC4 / JWRC  | 4h19'04"5 | +3'11"8    | 20       |
| 3. (33.)   | 66       | Robert Virves           | Sander Pruul           | Ford Fiesta Rally4     | Autosport Team Estonia           | RC4 / JWRC  | 4h28'00"8 | +12'08"1   | 15       |
| 4. (41.)   | 63       | Martin Koči             | Petr Těšínský          | Ford Fiesta Rally4     | Styllex Motorsport               | RC4 / JWRC  | 4h54'37"5 | +38'44"8   | 16       |
| 5. (43.)   | 64       | William Creighton       | Liam Regan             | Ford Fiesta Rally4     | Motorsport Ireland Rally Academy | RC4 / JWRC  | 4h56'37"6 | +40'44"9   | 10       |
| 6. (44.)   | 62       | Lauri Joona             | Ari Koponen            | Ford Fiesta Rally4     | Team Flying Finn                 | RC4 / JWRC  | 5h27'01"8 | +1h11'09"1 | 12       |

| Principali ritiri | Principali ritiri | Principali ritiri   | Principali ritiri          | Principali ritiri     | Principali ritiri      | Principali ritiri | Principali ritiri | Principali ritiri |
| PS                | Nº                | Pilota              | Copilota                   | Auto                  | Squadra                | Classe            | Causa             | Pos.              |
| ----------------- | ----------------- | ------------------- | -------------------------- | --------------------- | ---------------------- | ----------------- | ----------------- | ----------------- |
| PS 1              | 27                | Ole Christian Veiby | Jonas Andersson            | Hyundai i20 R5        | Hyundai Motorsport N   | RC2 / WRC-2       | Ragioni mediche   | –                 |
| PS 2              | 7                 | Pierre-Louis Loubet | Florian Haut-Labourdette   | Hyundai i20 Coupe WRC | Hyundai 2C Competition | WRC               | Fuori strada      | 10º               |
| PS 9              | 51                | Jan Solans          | Rodrigo Sanjuan de Eusebio | Citroën C3 Rally2     | -                      | RC2 / WRC-3       | Ragioni mediche   | 57º               |

Legenda
| Icona | Note                                                                                 |
| ----- | ------------------------------------------------------------------------------------ |
| WRC   | Equipaggio di classe WRC che può conquistare punti per il campionato costruttori     |
| WRC   | Equipaggio di classe WRC che non può conquistare punti per il campionato costruttori |
| WRC-2 | Equipaggio registrato al campionato WRC-2                                            |
| WRC-3 | Equipaggio registrato al campionato WRC-3                                            |
| JWRC  | Equipaggio registrato al campionato Junior WRC                                       |
|       | Ulteriori classificazioni                                                            |

### Prove speciali
| Frazione            | Prova | Ora   | Nome                  | Lunghezza | Vincitori                         | Tempo   | Velocità media | Leader del rally          |
| ------------------- | ----- | ----- | --------------------- | --------- | --------------------------------- | ------- | -------------- | ------------------------- |
| Frazione 1 (21 mag) | PS1   | 08:08 | Lousã 1               | 12,35 km  | Ott Tänak Martin Järveoja         | 9'04"7  | 81,62 km/h     | Ott Tänak Martin Järveoja |
| Frazione 1 (21 mag) | PS2   | 09:08 | Góis 1                | 19,51 km  | Dani Sordo Borja Rozada           | 12'59"0 | 90,16 km/h     | Dani Sordo Borja Rozada   |
| Frazione 1 (21 mag) | PS3   | 10:08 | Arganil 1             | 18,82 km  | Dani Sordo Borja Rozada           | 11'54"4 | 94,84 km/h     | Dani Sordo Borja Rozada   |
| Frazione 1 (21 mag) | PS4   | 12:31 | Lousã 2               | 12,35 km  | Kalle Rovanperä Jonne Halttunen   | 9'02"6  | 81,94 km/h     | Dani Sordo Borja Rozada   |
| Frazione 1 (21 mag) | PS5   | 13:31 | Góis 2                | 19,51 km  | Dani Sordo Borja Rozada           | 13'04"4 | 89,54 km/h     | Dani Sordo Borja Rozada   |
| Frazione 1 (21 mag) | PS6   | 14:38 | Arganil 2             | 18,82 km  | Ott Tänak Martin Järveoja         | 11'52"4 | 95,10 km/h     | Dani Sordo Borja Rozada   |
| Frazione 1 (21 mag) | PS7   | 16:05 | Mortágua              | 18,16 km  | Sébastien Ogier Julien Ingrassia  | 11'42"7 | 93,04 km/h     | Ott Tänak Martin Järveoja |
| Frazione 1 (21 mag) | PS8   | 19:03 | SSS Lousada           | 3,36 km   | Ott Tänak Martin Järveoja         | 2'31"4  | 79,89 km/h     | Ott Tänak Martin Järveoja |
|                     |       |       |                       |           |                                   |         |                | Ott Tänak Martin Järveoja |
| Frazione 2 (22 mag) | PS9   | 08:08 | Vieira do Minho 1     | 20,64 km  | Ott Tänak Martin Järveoja         | 12'41"7 | 97,55 km/h     | Ott Tänak Martin Järveoja |
| Frazione 2 (22 mag) | PS10  | 09:08 | Cabeceiras de Basto 1 | 22,37 km  | Ott Tänak Martin Järveoja         | 13'33"7 | 98,97 km/h     | Ott Tänak Martin Järveoja |
| Frazione 2 (22 mag) | PS11  | 10:24 | Amarante 1            | 37,92 km  | Ott Tänak Martin Järveoja         | 24'11"9 | 94,02 km/h     | Ott Tänak Martin Järveoja |
| Frazione 2 (22 mag) | PS12  | 14:38 | Vieira do Minho 2     | 20,64 km  | Elfyn Evans Scott Martin          | 12'36"6 | 98,21 km/h     | Ott Tänak Martin Järveoja |
| Frazione 2 (22 mag) | PS13  | 15:38 | Cabeceiras de Basto 2 | 22,37 km  | Ott Tänak Martin Järveoja         | 13'36"4 | 98,64 km/h     | Ott Tänak Martin Järveoja |
| Frazione 2 (22 mag) | PS14  | 16:54 | Amarante 2            | 37,92 km  | Elfyn Evans Scott Martin          | 24'21"0 | 93,44 km/h     | Elfyn Evans Scott Martin  |
| Frazione 2 (22 mag) | PS15  | 19:03 | SSS Porto - Foz       | 3,30 km   | Dani Sordo Borja Rozada           | 3'04"1  | 64,53 km/h     | Elfyn Evans Scott Martin  |
|                     |       |       |                       |           |                                   |         |                | Elfyn Evans Scott Martin  |
| Frazione 3 (23 mag) | PS16  | 07:08 | Felgueiras 1          | 9,18 km   | Elfyn Evans Scott Martin          | 6'05"1  | 90,52 km/h     | Elfyn Evans Scott Martin  |
| Frazione 3 (23 mag) | PS17  | 07:53 | Montim                | 8,75 km   | Elfyn Evans Scott Martin          | 5'44"6  | 91,41 km/h     | Elfyn Evans Scott Martin  |
| Frazione 3 (23 mag) | PS18  | 08:38 | Fafe 1                | 11,18 km  | Thierry Neuville Martijn Wydaeghe | 6'39"2  | 100,82 km/h    | Elfyn Evans Scott Martin  |
| Frazione 3 (23 mag) | PS19  | 10:04 | Felgueiras 2          | 9,18 km   | Elfyn Evans Scott Martin          | 6'03"7  | 90,87 km/h     | Elfyn Evans Scott Martin  |
| Frazione 3 (23 mag) | PS20  | 12:18 | Fafe 2 (power stage)  | 11,18 km  | Ott Tänak Martin Järveoja         | 6'27"2  | 103,95 km/h    | Elfyn Evans Scott Martin  |

### Power stage
PS20: Fafe 2 di 11,18 km, disputatasi domenica 23 maggio 2021 alle ore 12:18 (UTC+1).
| Pos. | No. | Pilota           | Co-pilota        | Auto                  | Classe | Tempo  | Distacco | PP | PC |
| ---- | --- | ---------------- | ---------------- | --------------------- | ------ | ------ | -------- | -- | -- |
| 1    | 8   | Ott Tänak        | Martin Järveoja  | Hyundai i20 Coupe WRC | WRC    | 6'27"2 | –        | 5  | 5  |
| 2    | 11  | Thierry Neuville | Martijn Wydaeghe | Hyundai i20 Coupe WRC | WRC    | 6'28"8 | +1"6     | 4  | 4  |
| 3    | 1   | Sébastien Ogier  | Julien Ingrassia | Toyota Yaris WRC      | WRC    | 6'32"6 | +5"4     | 3  | 3  |
| 4    | 69  | Kalle Rovanperä  | Jonne Halttunen  | Toyota Yaris WRC      | WRC    | 6'34"1 | +6"9     | 2  | 2  |
| 5    | 33  | Elfyn Evans      | Scott Martin     | Toyota Yaris WRC      | WRC    | 6'37"8 | +10"6    | 1  | -  |

## Classifiche mondiali
Classifica piloti
| Pos. | Pos. | Pilota            | Punti |
| ---- | ---- | ----------------- | ----- |
| 1    |      | Sébastien Ogier   | 79    |
| 2    | 1    | Elfyn Evans       | 77    |
| 3    | 1    | Thierry Neuville  | 57    |
| 4    |      | Ott Tänak         | 45    |
| 5    |      | Kalle Rovanperä   | 41    |
| 6    | 1    | Takamoto Katsuta  | 36    |
| 7    | 3    | Dani Sordo        | 29    |
| 8    | 2    | Craig Breen       | 24    |
| 9    |      | Gus Greensmith    | 22    |
| 10   | 2    | Adrien Fourmaux   | 20    |
| 11   | 2    | Teemu Suninen     | 9     |
| 12   | 4    | Esapekka Lappi    | 7     |
| 13   | 2    | Andreas Mikkelsen | 6     |
| 14   | 2    | Oliver Solberg    | 6     |
| 15   | 2    | Mads Østberg      | 2     |
| 16   | N    | Nikolaj Grjazin   | 2     |
| 17   | 2    | Eric Camilli      | 1     |

Classifica copiloti
| Pos. | Pos. | Pilota                 | Punti |
| ---- | ---- | ---------------------- | ----- |
| 1    |      | Julien Ingrassia       | 79    |
| 2    | 1    | Scott Martin           | 77    |
| 3    | 1    | Martijn Wydaeghe       | 57    |
| 4    |      | Martin Järveoja        | 45    |
| 5    |      | Jonne Halttunen        | 41    |
| 6    | 1    | Daniel Barritt         | 36    |
| 7    | 1    | Paul Nagle             | 24    |
| 8    |      | Renaud Jamoul          | 20    |
| 9    | N    | Borja Rozada           | 18    |
| 10   | 2    | Chris Patterson        | 16    |
| 11   | 2    | Carlos del Barrio      | 11    |
| 12   | 2    | Mikko Markkula         | 9     |
| 13   | 4    | Janne Ferm             | 7     |
| 14   | 4    | Ola Fløene             | 6     |
| 15   | 4    | Sebastian Marshall     | 6     |
| 16   | 3    | Elliott Edmondson      | 6     |
| 17   | 2    | Torstein Eriksen       | 4     |
| 18   | N    | Konstantin Aleksandrov | 1     |
| 19   | 3    | François-Xavier Buresi | 1     |

Classifica costruttori WRC
| Pos. | Pos. | Squadra                 | Punti |
| ---- | ---- | ----------------------- | ----- |
| 1    |      | Toyota Gazoo Racing WRT | 183   |
| 2    |      | Hyundai Shell Mobis WRT | 146   |
| 3    |      | M-Sport Ford WRT        | 64    |
| 4    |      | Hyundai 2C Competition  | 28    |